# Natalja Anťuchová
Natalja Nikolajevna Anťuchová (rusky Наталья Николаевна Антюх, Natalja Nikolajevna Anťuch; * 26. června 1981, Leningrad) je ruská atletka, usvědčena z dopingu, jejíž specializací je hladká čtvrtka a štafety.
Svých největších úspěchů dosáhla především ve štafetě na 4 × 400 metrů. Je mistryní světa z roku 2005, trojnásobnou halovou mistryní světa (2003, 2004, 2006) a halovou mistryní Evropy (2009).
Jejím největším individuálním úspěchem je zlatá medaile, kterou získala na halovém mistrovství Evropy 2002 ve Vídni v čase 51,65 s. Na halovém ME 2009 v Turíně doběhla ve finále na čtvrtém místě (52,37 s). Má také bronzovou medaili, kterou získala na letních olympijských hrách v Athénách 2004, kde cílem proběhla v čase 49,89 s.
V roce 2009 se specializovala rovněž na čtvrtku s překážkami. Na Mistrovství světa v atletice 2009 v Berlíně se umístila ve finále na 6. místě (54,11 s). O rok později se stala v Barceloně na této trati mistryní Evropy v novém osobním rekordu 52,92 s. V roce 2011 poté vybojovala na světovém šampionátu v jihokorejském Tegu bronzovou medaili (53,85 s).

## Osobní rekordy
- 400 m (hala) – 50,37 s – 18. února 2006, Moskva
- 400 m (dráha) – 49,85 s – 31. července 2004, Tula
- 400 m př. (dráha) – 52,70 s – 8. srpen 2012, Londýn